# Pseudognaptodon whartoni
Pseudognaptodon whartoni är en stekelart som beskrevs av Williams 2004. Pseudognaptodon whartoni ingår i släktet Pseudognaptodon och familjen bracksteklar. Inga underarter finns listade i Catalogue of Life.